# Testa Ridge
Testa Ridge ist ein 4,3 km langer Gebirgskamm vulkanischen Ursprungs im ostantarktischen Viktorialand. Er ragt in nordsüdlicher Ausrichtung zwischen dem Weidner Ridge und dem Riviera Ridge am Nordhang des Mount Morning an der Scott-Küste auf.
Das Advisory Committee on Antarctic Names benannte ihn 1994 nach dem US-amerikanischen Biologen J. Ward Testa, der zwischen 1980 und 1994 am McMurdo-Sund und anderen Küstengebieten Antarktikas Populationsstudien zu den Weddellrobben betrieb.